# Sovjetisk arkitektur
Arkitekturen i Sovjetunionen genomgick olika faser som delvis speglar liknande tendenser i andra länder.
Under 1920- och 30-talen fanns ett modernistiskt avant-garde och vänsterradikala modernistiska arkitekter reste dit, lockade av att arbeta i ett kommunistiskt land. 
Med Stalins makttillträde blev arkitekturen klassicistisk. Samma tendens förekommer även i Västeuropa och USA främst för viss monumentalarkitektur under 1930- och 40-talen men till skillnad från i väst var klassicismen i stort sett förhärskande i Sovjetunionen.
Under 1960- och 70-talen fick Sovjetunionen mycket storskaliga bostadsområden som har likheter med motsvarande i Västeuropa, dock inte sällan i en betydligt större skala.
Se vidare rysk arkitektur, konstruktivism och stalinistisk arkitektur.